# Les Mains croisées
Les Mains croisées – ou Femme en robe noire – est un tableau réalisé par le peintre italien Amedeo Modigliani en 1917. De format vertical, cette huile sur toile est le portrait à mi-corps d'une femme aux cheveux noirs assise en robe noire devant un fond gris. L'œuvre se trouve en dépôt depuis 1988 au musée d'Art et d'Histoire de Genève, à Genève, en Suisse.